# Shohrux Gadoyev
Shohrux Gadoyev là một cầu thủ bóng đá người Uzbekistan thi đấu ở vị trí tiền vệ cho câu lạc bộ Hàn Quốc Daejeon Citizen.

## Sự nghiệp
Ngày 26 tháng 7 năm 2017, Gadoyev ký hợp đồng lại với FC Bunyodkor.

## Thống kê sự nghiệp

### Câu lạc bộ
Tính đến trận đấu diễn ra ngày 4 tháng 7 năm 2017
| Câu lạc bộ          | Mùa giải            | Giải vô địch                             | Giải vô địch | Giải vô địch | Cúp Quốc gia | Cúp Quốc gia | Châu lục | Châu lục  | Khác    | Khác      | Tổng    | Tổng      |
| Câu lạc bộ          | Mùa giải            | Hạng đấu                                 | Số trận      | Bàn thắng    | Số trận      | Bàn thắng    | Số trận  | Bàn thắng | Số trận | Bàn thắng | Số trận | Bàn thắng |
| ------------------- | ------------------- | ---------------------------------------- | ------------ | ------------ | ------------ | ------------ | -------- | --------- | ------- | --------- | ------- | --------- |
| Nasaf Qarshi        | 2012                | Giải bóng đá vô địch quốc gia Uzbekistan | 15           | 0            | 6            | 0            | 4        | 0         | –       | –         | 25      | 0         |
| Nasaf Qarshi        | 2013                | Giải bóng đá vô địch quốc gia Uzbekistan | 14           | 3            | 4            | 2            | –        | –         | –       | –         | 18      | 5         |
| Nasaf Qarshi        | 2014                | Giải bóng đá vô địch quốc gia Uzbekistan | 7            | 0            | 0            | 0            | 0        | 0         | –       | –         | 7       | 0         |
| Nasaf Qarshi        | 2015                | Giải bóng đá vô địch quốc gia Uzbekistan | 27           | 5            | 4            | 1            | 4        | 0         | –       | –         | 35      | 6         |
| Nasaf Qarshi        | Tổng                | Tổng                                     | 63           | 10           | 14           | 3            | 8        | 0         | -       | -         | 85      | 13        |
| Al-Muharraq         | 2015–16             | Giải bóng đá ngoại hạng Bahrain          |              |              |              |              | 4        | 1         | –       | –         | 4       | 1         |
| Bunyodkor           | 2016                | Giải bóng đá vô địch quốc gia Uzbekistan | 12           | 1            | 2            | 1            | 0        | 0         | –       | –         | 14      | 2         |
| Bunyodkor           | 2017                | Giải bóng đá vô địch quốc gia Uzbekistan | 0            | 0            | 0            | 0            | 0        | 0         | –       | –         | 0       | 0         |
| Bunyodkor           | Tổng                | Tổng                                     | 12           | 1            | 2            | 1            | 0        | 0         | -       | -         | 14      | 2         |
| Buxoro              | 2017                | Giải bóng đá vô địch quốc gia Uzbekistan | 15           | 2            | 3            | 0            | 0        | 0         | –       | –         | 18      | 2         |
| Bunyodkor           | 2017                | Giải bóng đá vô địch quốc gia Uzbekistan | 0            | 0            | 0            | 0            | 0        | 0         | –       | –         | 0       | 0         |
| Tổng cộng sự nghiệp | Tổng cộng sự nghiệp | Tổng cộng sự nghiệp                      | 90           | 13           | 19           | 4            | 12       | 1         | -       | -         | 121     | 18        |

### Quốc tế
| Đội tuyển quốc gia Uzbekistan | Đội tuyển quốc gia Uzbekistan | Đội tuyển quốc gia Uzbekistan |
| Năm                           | Số trận                       | Bàn thắng                     |
| ----------------------------- | ----------------------------- | ----------------------------- |
| 2012                          | 7                             | 0                             |
| 2013                          | 6                             | 1                             |
| Tổng                          | 13                            | 1                             |

Thống kê chính xác đến trận đấu diễn ra ngày 11 tháng 6 năm 2013

### Bàn thắng quốc tế
Tỉ số và kết quả liệt kê bàn thắng của Uzbekistan trước.
| #  | Ngày                | Địa điểm                                                                               | Đối thủ | Tỉ số | Kết quả | Giải đấu                          |
| -- | ------------------- | -------------------------------------------------------------------------------------- | ------- | ----- | ------- | --------------------------------- |
| 1. | 22 tháng 3 năm 2013 | Sân vận động Thành phố Thể thao Zayed, Abu Dhabi, Các Tiểu vương quốc Ả Rập Thống nhất | UAE     | 1–0   | 1–2     | Vòng loại Cúp bóng đá châu Á 2015 |